# Aina Berg
Aina Berg (n. 7 ianuarie 1902, Göteborg, Suedia – d. 7 octombrie 1992, Göteborg, Suedia) a fost o înotătoare ce a reprezentat Suedia, medaliată olimpică. A participat la două ediții ale Jocurilor Olimpice (1920, 1924) în care a câștigat două medalii de bronz.